# نزعة نفسانية

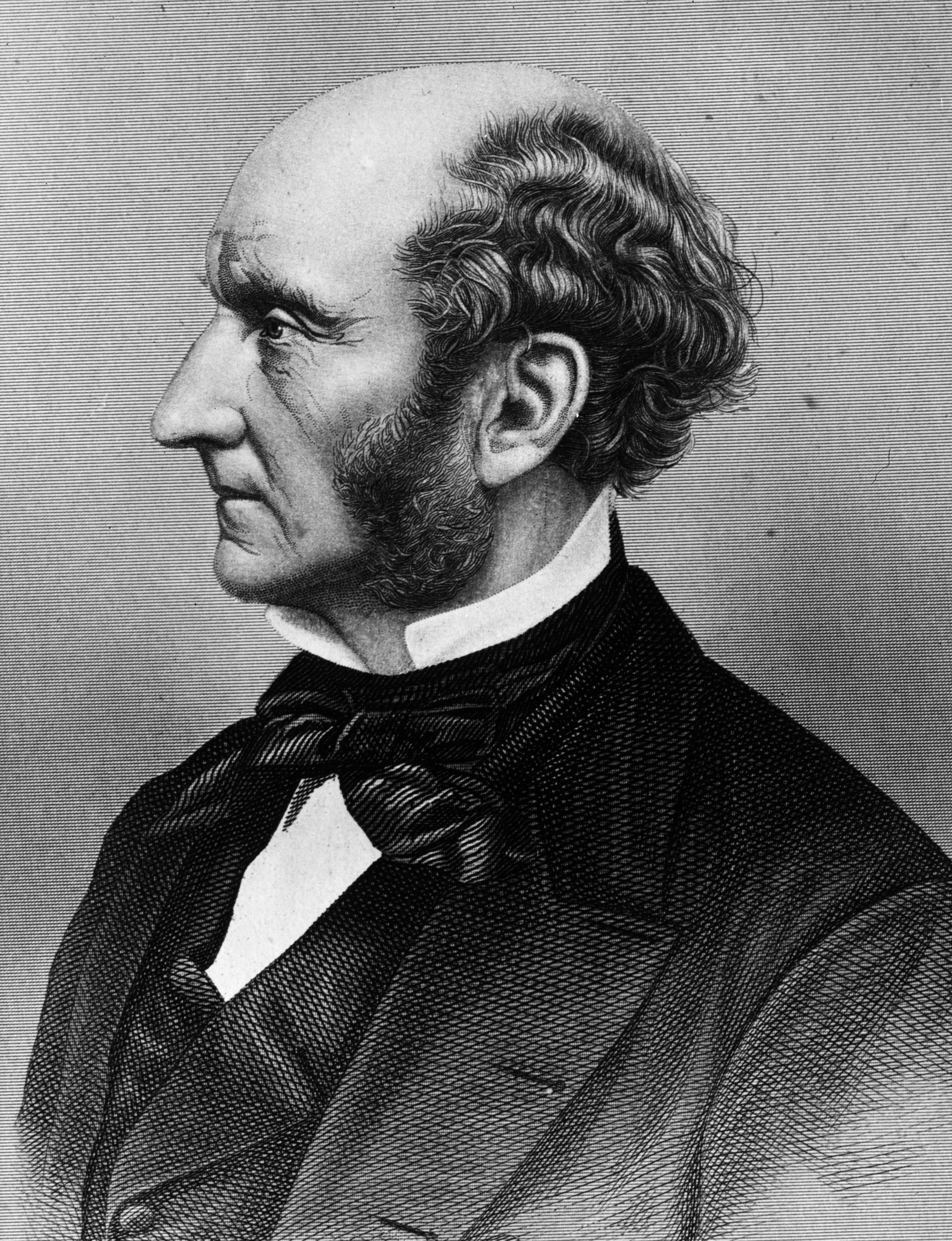

النزعة النفسانية (بالإنجليزية: psychologism)‏ يشار اليها في الفلسفة على انها الموقف الذي يستخدم قوانين منطقية وقوانين نفسية. بشكل خاص يمكن فهم ال psychologism كموقف اختزالي في فلسفة المنطق. وبشكل عام، يمكن تنسيبها لكل تلك الفلسفات التي تعطي اهتمام رئيسي لعلم النفس، أو عموما تلك التي تركز بشكل خاص على المجال النفسي. أي شكل من أشكال الاختزال، الذي يقصد تحديد الكيانات في مجال معين من الخطاب، ككيانات نفسية، يمكن أن ينظر إليه على أنه شكل من أشكال النزعة النفسانية.

## نظرة عامة
النزعة النفسانية هي مصطلح فلسفي يُوصف به أن علم النفس يلعب دوراً محورياً في تفسير نوع من الحقائق أو القوانين الغير متعلقة بعلم النفس. بمعنى آخر  هو الاعتقاد بأن نظرية المعرفة أو نظرية ما وراء الطبيعة، أو القوانين المنطقية والرياضياتية يمكن شرحها وتفسيرها، أو حتى استنباطها عن طريق فكرة أو نظرية في علم النفس من ناحية حقائق نفسية (سيكولوجية).
على سبيل المثال، بعض الفلاسفة الذين يعتقدون أن القوانين المنطقية ليست قوانين نفسية (سيكولوجية) يستخدمون هذا المصطلح لكي يُميزوا بين الإثنين.
يوجد العديد من النقد والجدل حول إيجابيات وسلبيات هذا المصطلح، حيث أن بعض الفلاسفة، مثل إدموند هوسرل عارض فكرة النزعة النفسية لأنه يرى أنه القوانين المنطقية والرياضياتية قوانين عالمية ولا يمكن اعتبارها أو تفسيرها من ناحية قوانين علم النفس.

## مصارد ومراجع
1. ↑  Kusch، Martin (2020). Zalta، Edward N. (المحرر). Psychologism (ط. Spring 2020). Metaphysics Research Lab, Stanford University. مؤرشف من الأصل في 2023-05-06.